# Blockhaus
La cima Blockhaus (2145 m s. n. m.) es un pico montañoso del macizo de Majella en Abruzos (Italia), ubicado en el lado norte del macizo, al que se llega por una carretera asfaltada que sube desde Passolanciano-Maielletta pasando por la Cima Mammarosa y el refugio Bruno Pomilio, entre los territorios de los municipios de Pennapiedimonte, Pretoro y Rapino.

## Descripción
El último tramo del camino desde el refugio hacia arriba está prohibido al tránsito de vehículos y solo se puede llegar a pie o en bicicleta (donde se encuentra la meseta del Blockhaus y la estatua de María). Desde aquí parten diversas rutas de senderismo y esquí de montaña, que llegan a los principales picos del macizo (cima de la Murelle, monte Acquaviva , monte Pesco Falcone, monte Macellaro, monte Amaro, etc.).

### Etimología e historia
El término "block-haus" (que en alemán significa casa de piedra) fue acuñado en el siglo XIX durante la lucha contra el bandolerismo por un comandante militar de origen austriaco que estaba destinado con un pelotón de bersaglieri en la cima, donde Se construyó un fuerte de piedra durante el período posterior a la unificación para tratar de detener el avance de los bandoleros. Construido hacia 1863, permaneció en funcionamiento hasta 1867, de planta rectangular, del fuerte no queda nada, salvo el basamento de piedra. Desde entonces la cumbre tomó este nombre.
En la parte superior hay un importante testimonio de los bandoleros de la llamada "Banda della Maiella", es decir, la inscripción grabada en la "Tavola dei Briganti". La banda estaba formada por Croce di Tola, los hermanos Colafella de Sant'Eufemia a Maiella, Domenico Di Sciascio de Guardiagrele, Nicola Marino de Roccamorice y Fabiano Marcucci de Campo di Giove, conocido como Primiano. La escritura en la piedra data de alrededor de 1867 y dice:

«Lean mis memorias para queridos lectores. Vittorio Emanuele, rey de Italia, nació en 1820. Antes de los 60 era el reino de las flores, ahora es el reino de la miseria»

### Geología
Presenta una antigua superficie de erosión formada cuando el relieve tenía una baja altura y se encontraba en condiciones ambientales subtropicales. La isla de coral original, que emergió del mar, estuvo sujeta a fenómenos de degradación física y química, que pudieron afinar la superficie.
El proceso duró milenios, nivelando la isla y su rugosidad, mientras continuaba en los bordes sumergidos la actividad biogénica de los organismos que fabricaban carbonato de calcio. El ascenso hizo que la montaña se arqueara, manteniendo estas superficies internas en una posición semi plana. La erosión glacial luego formó valles que redujeron estas áreas aislando la parte central. Tenía la forma de una meseta triangular, ya que la superficie no se erosionaba con la actividad glacial, como en otros casos del macizo de Majella, transformándose en crestas.

## Galería de imágenes
|                                             |
| Cima delle Murelle vista desde el Blockhaus |

|                              |
| Cima delle Murelle en verano |

|                    |
| Plaza de Blockhaus |

|                                            |
| Refugio Bruno Pomilio debajo del Blockhaus |

|                                   |
| Cappella della Madonna della Neve |

|                    |
| Cruz del Blockhaus |

|                                 |
| Ruinas del fuerte del Blockhaus |

|                                       |
| Grabados en la mesa de los bandoleros |